# Arc de l'Almudaina
L'arc de l'Almudaina és una porta del segon recinte de murades de Palma. Coincideix amb l'actual carrer de l'Almudaina. Antigament comunicava l'exterior de la ciutat romana amb el decumanus nord. que actualment coincideix amb el carrer de l'Almudaina, El seu nom prové de l'alcassaba o al-Mudayna.
L'estructura de la porta no es ni romana ni islàmica, probablement l'estructura prové d'una reconstrucció de la porta romana.
Hi ha estudis que indiquen importants obres del segle xiv. Es poden veure les petites dimensions de la fletxa de l'arc i el seu dovellatge tosc. Encara es conserven les seves mensules de la barbacana sota diferents construccions gòtiques i les pollegueres de les portes, de fulla doble.
La murada romana arribava al jardí del palau episcopal, on hi havia la porta de Valldigna, coneguda també com a volta de n'Aulesa de Vinagrella, esbucada el 1694. Fa uns anys trobaren restes del mur romà que actualment es poden observar a l'edifici del carrer d'en Morei, num. 14.